# Минго (округ)
Ми́нго (англ. Mingo County) — один из 55 округов штата Западная Виргиния в США.

## Описание
Округ расположен в юго-западной части штата. С севера и востока граничит с другими округами штата, с запада — с Кентукки, с юга — с Виргинией. Назван в честь ирокезского племени минго, издавна проживавшего на этой территории. Столица — Уильямсон. Открытые водные пространства составляют 2,6 км² (0,2% от общей площади округа в 1098 км²).

## История
Округ, самый молодой в штате, был создан в 1895 году путём отделения части (чуть менее половины) округа Логан. Разъединение произошло в связи с иском одного из частных производителей алкоголя, который потребовал признать неправомерным запрет своей деятельности окружным судом округа Логан, мотивируя это тем, что его производство находилось на территории другого округа. Были проведены земельные изыскания, которые подтвердили слова обвиняемого, и хотя в конечном итоге его обвинительный приговор остался без изменений, было принято решение о сокращении площади слишком крупного округа Логан.

## Транспорт
Через округ проходят следующие крупные автодороги:
- федеральная трасса U.S. Route 52
- федеральная трасса U.S. Route 119
- трасса West Virginia Route 49
- трасса West Virginia Route 65
- трасса West Virginia Route 80

## Население
По данным переписи населения 2000 года в округе проживает 28 253 жителей в составе 11 303 домашних хозяйств и 8 217 семей. Плотность населения составляет 26 человек на км². На территории округа насчитывается 12 898 жилых строений, при плотности застройки 12 строений на км².
В составе 33,50 % из общего числа домашних хозяйств проживают дети в возрасте до 18 лет, 56,20 % домашних хозяйств представляют собой супружеские пары проживающие вместе, 12,70 % домашних хозяйств представляют собой одиноких женщин без супруга, 27,30 % домашних хозяйств не имеют отношения к семьям, 25,20 % домашних хозяйств состоят из одного человека, 10,40 % домашних хозяйств состоят из престарелых (65 лет и старше), проживающих в одиночестве. Средний размер домашнего хозяйства составляет 2,49 человека, и средний размер семьи 2,98 человека.
Возрастной состав округа: 24,20 % моложе 18 лет, 9,20 % от 18 до 24, 29,10 % от 25 до 44, 25,00 % от 45 до 64 и 12,40 % от 65 и старше. Средний возраст жителя округа 37 лет. На каждые 100 женщин приходится 93,70 мужчин. На каждые 100 женщин старше 18 лет приходится 90,20 мужчин.
Средний доход на домохозяйство в округе составлял 21 347 USD, на семью — 26 581 USD. Среднестатистический заработок мужчины был 31 660 USD против 18 038 USD для женщины. Доход на душу населения составлял 12 445 USD. Около 25,90 % семей и 29,70 % общего населения находились ниже черты бедности, в том числе — 38,90 % молодежи (тех кому ещё не исполнилось 18 лет) и 18,60 % тех кому было уже больше 65 лет.

### Историческая динамика численности
| 1900 год — 11 359 жителей 1910 — 19 431 (+71,1%) 1920 — 26 384 (+35,8%) 1930 — 38 319 (+45,2%) 1940 — 40 802 (+6,5%) 1950 — 47 409 (+16,2%) 1960 — 39 742 (-16,2%) | 1970 — 32 780 (-17,5%) 1980 — 37 336 (+13,9%) 1990 — 33 739 (-9,6%) 2000 — 28 253 (-16,3%) 2010 — 26 834 (-5,0%) 2011 — 26 563 (оценка) |

### Расовый состав
- Белые — 96,4%
- Афроамериканцы — 2,3%
- Азиаты — 0,2%
- Коренные американцы — 0,2%
- Гавайцы или уроженцы Океании — 0,0%
- Две и более расы — 0,7%
- Прочие — 0,1%
- Латиноамериканцы (любой расы) — 0,5%

## Достопримечательности
- Заповедники:
  - Laurel Lake Wildlife Management Area
  - Elk Creek Wildlife Management Area (частично)